# Anna Burdówna
Anna Burdówna (ur. 5 lipca 1911 roku w Łodzi, zm. 1 listopada 2010 roku w Łodzi) – nauczycielka w Polskiej Macierzy Szkolnej, harcerka. W latach 1940–1945 więźniarka obozu koncentracyjnego Ravensbrück, nazywana „Aniołem z Ravensbrück”.

## Życiorys

### Dzieciństwo i młodość
Przyszła na świat 5 lipca 1911 roku w Łodzi jako córka Karola i Marianny. Ukończyła elitarne łódzkie gimnazjum im. Sczanieckiej. W wieku 12 lat wstąpiła do gimnazjalnej drużyny Związku Harcerstwa Polskiego (ZHP) im. Baśki Wołodyjowskiej. W 1932 roku założyła I Drużynę Harcerską w Konstantynowie (obecnie Konstantynów Łódzki). Po ukończeniu Szkoły Instruktorskiej otrzymała stopień podharcmistrzyni. Współpracowała z Referatem Zagranicznym Chorągwi Łódzkiej ZHP, a w latach 1937–1938 uczestniczyła w obozach letnich nad morzem dla dzieci Polonii Belgijskiej. Skończyła również Seminarium Nauczycielskie z wykładowym językiem francuskim. Pierwszą posadę nauczycielki otrzymała w Szkole Powszechnej w Konstantynowie.

### Praca w Polskiej Macierzy Szkolnej
W 1938 roku podjęła pracę w Macierzy Szkolnej w Wolnym Mieście Gdańsku. Początkowo uczyła w Szymankowie, następnie, kilka miesięcy przed wybuchem wojny, została kierowniczką szkoły w Ełganowie. Pracę rozpoczęła od wyprawy z dziećmi do Poznania (wspólnie z polskimi szkołami w Szymankowie i Trąbkach Wielkich). 3 maja 1939 roku uczestniczyła wraz z nimi w uroczystości, podczas której Przysposobienie Wojskowe Kobiet podarowało szkole sztandar z napisem „Szkoła Polska Gdańskiej Macierzy Szkolnej w Ełganowie”. Na sztandarze widniał Orzeł Biały w koronie, a na rewersie wizerunek Matki Boskiej wraz z suplikacją: „Mario, Królowo Korony Polskiej, módl się za nami!”. Podczas wojny sztandar ten był przechowywany w niewyjaśnionych do końca okolicznościach i przetrwał do wyzwolenia. Niektórzy mieszkańcy Ełganowa twierdzą, że był on ukrywany przez jedną z niemieckich rodzin na znak solidarności z Polakami.
28 sierpnia 1939 roku Zygmunt Kurek, kierownik szkoły w Trąbkach, otrzymał za pośrednictwem kierownictwa Macierzy Szkolnej polecenie Komisariatu Generalnego RP, aby zamknąć polskie szkoły. O godzinie 14:00 tego samego biuro Macierzy Szkolnej telefonicznie nakazało Annie Burdównie natychmiast przerwać naukę i opuścić szkołę. Po skontaktowaniu się z Kunegundą Pawłowską (nauczycielką z Macierzy Szkolnej) i z komitetem rodzicielskim postanowiła jednak zostać. 30 i 31 sierpnia lekcje nie odbywały się, a dzieci przychodziły jedynie na boisko.

### II wojna światowa
1 września 1939 roku wraz z Kunegundą Pawłowską udały się na poranną Mszę Świętą do Trąbek Wielkich. W połowie drogi usłyszały huk ostrzału Westerplatte.
Po powrocie czekał na nią miejscowy sołtys w towarzystwie żandarma i kilku SS-manów, którzy zrewidowali ją, odebrali klucze od polskiej szkoły i odprowadzili do szkoły niemieckiej, gdzie stały dwie ciężarówki z najbardziej aktywnymi Polakami z Ełganowa, Czerniewa i Postołowa. Samochody udały się do Trąbek, skąd zabrano Kunegundę Pawłowską. Po drodze zatrzymano również proboszcza z Kłodawy – ks. Roberta Wohlfeila. Zabrano ich do Pruszcza, po czym samochód pojechał po resztę aresztowanych z Gołębiewa, Kleszczewa i Trąbek. Polaków przesłuchiwano i bito przez wiele godzin. Po kilku godzinach zwolniono wszystkie kobiety z wyjątkiem Anny Burdówny i Kunegundy Pawłowskiej, które były przetrzymywane w ciasnej komórce. Dopiero 3 września otrzymały posiłek i pozwolono im wyjść na podwórko. 4 września nauczycielki zostały przewiezione do gdańskiego więzienia przy ul. Schießstange (obecnie ul. Kurkowa). Stamtąd skierowano je na kilka tygodni do przymusowych prac polowych (kopanie ziemniaków) w majątku Wyszecino pod Wejherowem. Po wykopkach wróciły do gdańskiego więzienia.

#### KL Ravensbrück
10 kwietnia 1940 obie nauczycielki trafiły do obozu koncentracyjnego dla kobiet w Ravensbrück. Annie nadano numer 3048. Była jedną z pierwszych Polek w obozie.
Włączyła się w działalność konspiracyjną, wspierając między innym tajną drużynę harcerek starszych o kryptonimie „Mury”, powołaną do życia w listopadzie 1941 r., gdzie była funkcyjną w zastępie „Cegieł”. Pracując w obozowej kuchni przemycała razem z koleżankami dodatkową żywność i lekarstwa chorym ze szpitala obozowego. Co najmniej raz została za to ukarana pobytem w karcerze. W konspiracji prowadziła z więźniarkami lekcje historii, przekazywała informacje podsłuchane z niemieckiego radia. Podczas ewakuacji większości więźniarek, na polecenie konspiracyjnej organizacji Polek, została w obozie, opiekując się chorymi.

### Okres powojenny
W sierpniu 1945 wróciła do rodzinnej Łodzi, gdzie opiekowała się rodzicami. Za niezłomną postawę w czasie wojny otrzymała od władz oświatowych mieszkanie na ul. Emilii Plater. Pracowała jako nauczycielka języka polskiego w łódzkich szkołach średnich, będąc również instruktorką ZHP. W 1976 roku przeszła na emeryturę. Uczestniczyła w pielgrzymkach byłych więźniarek Ravensbrück do Częstochowy.
W 2006 roku otrzymała tytuł Honorowego Obywatela Gminy Trąbki Wielkie. 13 maja 2009 roku Prezydent Miasta Łodzi Jerzy Kropiwnicki w imieniu Prezydenta Rzeczypospolitej Polskiej Lecha Kaczyńskiego wręczył Annie Burdównie Krzyż Komandorski Orderu Odrodzenia Polski „za wybitne zasługi dla niepodległości Rzeczypospolitej Polskiej, za bohaterską postawę w walce o zachowanie tożsamości narodowej, za działalność na rzecz kształtowania moralności i patriotycznej postawy polskiej młodzieży”.
Zmarła w dniu 1 listopada 2010 roku. Uroczystości pogrzebowe odbyły się 5 listopada 2010 roku na cmentarzu rzymskokatolickim Doły przy ul. Smutnej w Łodzi.